# Маннар (округ)
Маннар (синг. මන්නාරම දිස්ත්‍රික්කය, там. மன்னார் மாவட்டம்) — один из 25 округов Шри-Ланки. Входит в состав Северной провинции страны. Административный центр — город Маннар.
Площадь округа составляет 1996 км². В административном отношении подразделяется на 5 подразделений.
Население округа по данным переписи 2012 года составляет 99 051 человек. 81,34 % населения составляют ланкийские тамилы; 16,24 % — ларакалла; 1,98 % — сингальцы; 0,40 % — индийские тамилы и 0,04 % — другие этнические группы. 57,48 % населения исповедуют христианство; 23,69 % — индуизм; 16,71 % — ислам и 2,09 % — буддизм.